# Forssell (släkt i Västerbotten)
Forssell var en släkt som under 1700- och 1800-talen hade stort inflytande på utvecklingen i södra Västerbotten, främst Umeå och Sävar. Från att ha varit lokala handlare i Umeå blev man på 1760-talet redare i samma stad. På 1780-talet anlade familjens medlemmar en vattensåg och 1804 ett järnbruk i Sävar, med lastageplats i Skeppsvik. År 1839 köpte familjen in sig i Johannisfors bruk. Kort därefter flyttades familjens skeppsvarv från Umeå till Skeppsvik. 
Sedan familjefirman begärts i konkurs 1862 övertogs egendomarna av Lars Peter Glas och hans bolag Sandviks Ångsågs AB.

## Släktens stamfader
Som stamfader för släkten räknas Erik Jöransson Forssell (ca 1600–1678), som var borgmästare i Umeå. Hans hustru Anna Nilsdotter Grubb (1605–1656), var dotter till landsköpmannen Nils Andersson Grubb.

## Handel och skeppsbyggnad i Umeå
Ett par släktled senare återfinner man Eric Forssell (1725–1786) som handelsman och rådman i Umeå. Han anlade bland annat ett tegelbruk i Västertegs by.
Hans söner var Olof Forssell (1748–1788), handelsman och rådman i Umeå, Eric Forssell (1755–1832), handelsman i Umeå och brukspatron i Sävar, samt Pehr Forssell (1757–1809), lanträntmästare, assessor och kronofogde i Umeå.
De tre sönerna drog fördel av bottniska handelstvångets avskaffande 1765 för att göra pengar på handel. Olof Forssell nämns 1767 tillsammans med en Jacob Forssell som delägare i handelsfartyget S:t Olof i Umeå. Detta kravellbyggda fartyg om 112 svåra läster (476 ton) blev det första handelsfartyg som gick från Västerbotten till utlandet. Sommaren 1767 avseglade S:t Olof till Medelhavet, lastat med produkter från länet, och samma höst återkom det med sydländska produkter. Det blev en början på en omfattande handelsverksamhet.
Familjen Forssell byggde upp ett varv på Teg i Umeå. År 1769 sjösattes där snauskeppet Rehnen om 53 svåra läster (225 ton) med Jacob, Olof och Eric Forssell som redare.
Jacob Forssells förhållande till de övriga i släkten är oklart. Han omnämns i Pehr Stenbergs Umeåbeskrivning från 1800-talets början såsom handelsman och ägare av ett beckbruk vid Umeälven, förstört av ryssarna 1809. Stenberg skriver också att Jacob Forssellska huset hade en välbyggd gård i Yttertavle by.

## Sågverk och bruk i Sävar
Eric Forssell (1755–1832) blev huvudman för familjefirman (ofta kallat handelshuset) Eric Forssells Söner. Tillsammans med brodern Pehr fick han 1787 tillstånd av Kungl. Maj:t att anlägga en finbladig vattensåg i Sävarån. Sågverket anlades strax nedanför Pålböleåns utlopp i Sävarån och togs i drift 1791. Samtidigt tillkom en lastageplats för utskeppning vid Sävaråns utlopp i Skeppsvik.
År 1804 fick Pehr och Eric Forssell tillstånd att även anlägga ett järnbruk, Sävar bruk, för att smida stångjärn av tackjärn från Bergslagen.
Efter Pehr Forssells död 1809 gick hans son Olof (1794–1868) in som delägare i firman. Sedan även Eric Forssell avlidit 1832 stod Olof Forssell under några år som ensam ägare. Firman Eric Forssells Söner utökades 1839 genom övertagandet av en tredjedel av Johannisfors bruk. Sedan Olof Forssells söner Eric (1828–1913) och Per (1820–1888) gått in i firman fick den namnet Olof Forssell & Söner.
Efter några år med stora likviditetsproblem begärdes firman i konkurs 1862 och såldes till den engelska firman Hinde & Gladstone Ltd. Eric Forssell blev kvar som förvaltare vid Sävar bruk. År 1877 köptes bruket av Lars Peter Glas, vars svärmor var född Forssell. Efter hans död 1879 blev bruket en förvaltningsenhet inom Sandviks Ångsågs AB, som startats och delvis ägdes av Glas.